# III号戦車
III号戦車（さんごうせんしゃ、Panzerkampfwagen III、パンツァーカンプ（フ）ヴァーゲン ドライ）は、第二次世界大戦期におけるドイツの20トン級中戦車である。当初は生産数が非常に少なかったが徐々に数を増やし、大戦中盤（1941 - 1942年頃）までドイツ戦車隊の主力であった。制式番号は Sd.Kfz.141、Sd.Kfz.141/1、Sd.Kfz.141/2。

## 概要
ドイツ国防軍の開発した戦車であり、来るべき戦車戦術に合致する主力戦車を目指した中戦車である。訓練用のI号戦車等による演習・運用ノウハウや、スペイン内戦（1936年7月 - 1939年3月）によってもたらされた戦訓により、現代戦車の基礎を形作るさまざまな新基軸と、当時の先進技術が投入された戦車となっている。
運用構想としては、新機軸を採用して設計されたIII号が主力を務め、既に確立された技術のみで手堅く設計されたIV号戦車がIII号などの主力の支援を務めるという計画であった。1934年、陸軍はこの構想に基づき、有力メーカー各社にいくつかの条件を示し、戦車を発注した。
15トン程度というのは当時の欧州における輸送の限界を考慮したものであり、陸軍としては最大でも20トン未満の中戦車を目指していたが、最終的には20トンを超え、20トン前半の中戦車として完成した。当時の20トン級中戦車のなかではバランスがとれた戦車であり、総合性能ではトップクラスであった。
ところが、敵戦車に30トン級中戦車（ソビエトのT-34、アメリカのM4中戦車）が登場すると火力不足に悩まされ、対峙する戦車によっては苦戦を強いられた。さらに重戦車に対しては完全に歯が立たなかった。
また、全期間において防御力が不十分であった。このような不利な状況下で、互角かそれ以上の戦闘が行えたのは、連携・指揮を下支えするさまざまな装備や、計算された車内設計、またドイツ軍の高練度乗員による戦術の功績が大きい。
30トン級中戦車であるソ連赤軍のT-34や米軍のM4と比較して開発時期が数年早く、その時点では有効かつ革新的な設計であったものの、新機軸をふんだんに盛り込んだことで開発・生産が遅れ、初期の電撃戦には間に合わなかった。これが連合軍側に戦術・技術研究の題材を提供しつつ対抗戦車を開発する隙を与える結果となったため、本格的に運用を開始するころには新機軸のアドバンテージも覆されてしまい、主力戦車として運用できた期間は短かった。
大戦中期には敵戦車の発展がさらに進んだ結果、改良も限界に達し、ほぼ完全に任務を果たせなくなり、結果、ドイツはT-34やシャーマンに対抗できるV号戦車を製造し、それに取って代わられたため、生産終了となった。

## 設計
1935年、ドイツ陸軍兵器局第6課は、MAN（アウクスブルク＝ニュルンベルク機械工場）、ダイムラー・ベンツ社、ラインメタル社、クルップ社、ヘンシェル社に対し、新型主力戦車「Z.W.」の設計仕様書を提示、5社は設計案を提出したが、ほぼ同時期に、新型火力支援戦車「B.W.」の開発計画もスタートしたため、ラインメタル社はそちらに専念することになり、残る4社で競争試作を行うことになった。試作車として完成したのはダイムラー・ベンツ社と、クルップ社の2社の設計案のみであった。ダイムラー・ベンツ社の試作車は、1935年末に完成した。
1936年に行われた、ダイムラー・ベンツ社とクルップ社の、試作車の性能比較試験の結果、最終的にダイムラー・ベンツ社が、「Z.W.」の開発・生産を担当することになった。ただし、ダイムラー・ベンツ社が製作するのは「Z.W.」の車体だけで、砲塔の製作についてはクルップ社が担当することになった。
なお、この時敗れたクルップ社の試作車は、拡大再設計されて、試作車「B.W.I（K）」（後のIV号戦車の原型）となった。
採用決定後、ダイムラー・ベンツ社では、他社が開発した試作車の長所も採り入れて、「Z.W.」の最初の生産型である「1/ZW」を設計し、1939年9月27日、「1/ZW」は「III号戦車A型」の制式呼称を与えられた。
III号戦車は当時の先進技術や新機軸を盛り込んで設計されていた。

### 車体構造

#### 乗員配置・車体設計
本車の最大の特徴は、乗員を5名とし、かつそれぞれの乗員をほぼ専業制（通信・前方機銃手を除く）にしたことで、単砲塔の通常型戦車としては世界初であった。
砲塔を持つ戦車の基礎となったルノー FT-17 軽戦車（1917年・フランス）は車体が小型であったうえに小型砲塔を採用しているため、乗員が2名となっており、車長が複数の役割を担っていた。その後の戦車の基礎となったヴィッカース 6トン戦車（1928年・イギリス）の乗員は3名であったが、いずれにしても複業する乗員が存在し、少人数の乗員は戦闘に悪影響かつ不利な要因となっていた（多砲塔戦車のような大型戦車を除く）。その後、戦車の乗員は3名もしくは4名が一般的になり、ドイツ戦車も例に漏れずI号戦車の乗員は2名、II号戦車は3名で、5名乗員を明確に指向した戦車は、本車登場まで世界的にも存在しなかった。
※実はイギリスの1920～30年代の制式戦車である、ヴィッカース中戦車 Mk.I/IIが、乗員5名で、車長専任の、3人乗り（車長・砲手・装填手）砲塔を採用しているので、これは誤りである。ただ、3人乗り砲塔が（当時はまだ）一般的ではなかったのも間違いない。
乗員配置については、進行方向に対し前方左側車体内に操縦手、その右側に通信兼前方機銃手をそれぞれ置き、砲塔には戦車長、砲手、装填手を置いた。乗員を従来より増やせたのは、1人乗りか2人乗りの小型砲塔が主流だった時代において3人乗りの大型砲塔を採用し、車幅・砲塔リングの拡大化を含めて車内体積が増えたからで、このような設計としたのは専業制を実現するためである。これにより役割が明確化・細分化され乗員の負担が少なくなり、仕事効率及びチームとしての戦闘力が向上した。特に戦車長は指揮と周辺警戒に専念できるようになったので、戦車同士の対決に際して有利になった。ただし、砲塔バスケットは採用されておらず、装填手は砲塔の回転に合わせて自分で動かなくてはならなかった。また、III号戦車の砲塔は、手動機構（旋回ハンドル）による人力旋回方式であった。
また当時、送信可能な無線装置は指揮戦車のみに搭載することが多く、それ以外の戦車はお互い目視による連携を取っており、この際ハッチを解放しない場合、外部を視察するためのスリット、クラッペ、バイザー等の開口部が防御上の弱点となるため小さく、視野は極めて限られたものとなるため、戦闘において支障を来たした。これを解決すべく送受信可能な無線装置が本車から標準化され、前方機銃手に通信手を兼ねさせた。無線機での相互連絡により効率的な連携を取ることができるようになり、それを持たない相手に対して圧倒的優位に立つ事を可能とした。
さらに、戦車長が指揮に専念できることは極めて重要だが、コマンダーズ・キューポラによる360°視界の確保、タコホーン（咽頭マイク式車内電話）による乗員間意思疎通の明確化、無線装置による指揮通信系統の確立等、そのための装備が充実していたことは特筆すべきであろう。これにより個々の戦車のみならず部隊としても統率がなされていた。戦車長による円滑な指揮を実現するという設計思想は戦車史上初であり、本車が特に対戦車戦闘を重視していたことがうかがえる。
これこそが電撃戦を支え、機甲師団という新基軸を有効なものとし、ドイツ快進撃の秘訣となり、火力装甲ともに優れるT-34などの戦車と遭遇しても対抗することが可能な下地となったのである。

#### サスペンション

各型の足回り遍歴

サスペンションについては、A型は縦置きコイルスプリング・サスペンション、B～D型はリーフスプリング・サスペンション、量産型のE型からトーションバー・サスペンションを採用した。これはのちの重量級戦車でも採用される優秀なもので、これもまた戦車による機動戦闘、特に不整地における機動を高い水準で実現するための設計である。
トーションバーとは日本語で「ねじり棒」という意味であり、文字通り金属棒（製造時特殊加工を施す）の復元力を利用したものである。車幅が拡大したことによりトーションバー有効長を確保できたことから、剛性も向上したうえに転輪のストロークも大きく取ることが可能となり、比較的大型の転輪が採用できた。ただし、D型以前の型式では他の懸架方式で設計するなど試行錯誤していた。
なお同方式にも欠点はあり、トーションバーは車台を貫通する大型のものであるため、加工においては精度・技術が要求され、工程・コスト的にも厳しく生産性が低かった。また、車体底面にトーションバーがあるため、脱出ハッチを作ることが事実上不可能であった。（それ故、本車の脱出ハッチは車体側面に設けられたが、側面に開口部を設けるのは防御上不利であり、脱出時に狙い撃ちされる可能性も高まる）
このことから、ポルシェ博士は外装式のボギー型トーションバー・サスペンションを開発し、後期の重戦車・駆逐戦車に採用されている。

#### 履帯
履帯幅は、履板本体に連結ピン（幅2 cm）を含む幅を表示するのが公式の決まりである。III号戦車の履帯幅は、前期型が38 cm、後期型が40 cm、である。
日本では、過去には情報不足のために、前期型が「36 cm幅履帯」、後期型が「40 cm幅履帯」であると、誤解されていたが、1990年代後半から2000年代中頃かけて、ドイツ戦車の履帯に関する本が日本で出版されたことにより、「履帯型式記号」が全て判明し、「36 cm幅履帯」は連結ピンを含まない履板本体の幅を示し、「40 cm幅履帯」は連結ピンを含んだ数値であり、それらを混同して表示していたために、混乱を招いていたことがわかった。現在では「36 cm幅履帯」は「38 cm幅履帯」に訂正されている。
履帯型式記号は、陸軍兵器局第6課が定めたもので、「Kgs.○○○○（設計番号）/○○○（連結ピンを含む履帯幅、mm単位）/○○○（ピッチ長、mm単位）」のように表記する。
Kは自動車用高速走行型履帯（Schnelläufige Ketten für Kraftfahrzeug）、gは鋳造製（Stahlguß aller Legierungen）、sはドライ（乾式）連結ピン式（Schwimmende Bolzen）を表す。
例えば、前期型の「38 cm幅履帯」では、Ⅲ号戦車A型～D型用が「Kgs.6109/380/120」で、Ⅲ号戦車E型～G型用が「Kgs.6111/380/120」である。「380」という数字から、連結ピンを含む履帯幅が380 mm＝38 cmであることがわかる。
履板は、規格が合っていれば、同じ一本の履帯の中で、異なる種類を混用することもある。
横幅を延長した冬季用履帯「ヴィンター・ケッテン（Winterketten）」も存在する。 「ヴィンター・ケッテン」は、ドイツのIII号戦車（III号突撃砲含む）・IV号戦車系列用の履帯で、基本形状は後期型の標準である「40 cm幅履帯」と同一だが、履板外側側方に薄く長い張り出しを追加して（履帯と張り出しは一体鋳造）、接地圧を下げ、雪中行動時の車体の埋没を防ぐ。かんじきやスキー板と同じ原理。また、通常のIII・IV号戦車用履帯と同様に「ヴィンター・ケッテン」にも、履板の中央の窪みに、ハの字型の滑り止め「アイスクラート」を追加で取り付ける（取り外し可能）ことがある。しかし、「ヴィンター・ケッテン」には、長い張り出し部分が破損しやすいという欠点があり、後に、張り出しを厚く短くした、「オスト・ケッテン」（Ostketten＝東部用履帯）が開発され、実装された。
 - アイスクラート。裏側の上下に爪があって、それを履板に引っ掛ける。全ての履板に取り付けるのではなく、2枚間隔ごとに装着する。

### 機関
マイバッハ社製4ストロークV型12気筒ガソリンを採用した。機関型式は初期型がHL108TR、出力250hp／3,000rpmで、量産型（E型以降）がHL120TRM、出力300hp／3,000rpmである。
機関配置としては、戦闘室後方（車体最後部）に機関室を設け、ドライブシャフトを車体中央に貫通させ駆動輪を前方に置いた。このことにより機関を良好に防護でき、なおかつ機関による陽炎で照準を妨害することがない利点があった。また操縦手を前方寄りに配置できるため、操縦性の向上にも一役買っている。
ただし欠点もあり、先述の通りドライブシャフトが存在することにより車内容積や設計に影響するほか、整備性に悪影響を及ぼした。
この欠点にもかかわらずあえてこの方式を採用したのは、履帯外れ時に有利と考えられていたためであり、前方に駆動輪があることで、前線における履帯外れ修理で駆動輪をウインチ代わりにする際効率が良かった。
つまり力があり低速の前進１速で一連の作業ができたのである。これが後輪駆動であると後進を使用もしくは併用せねばならず、その工程にも時間がかかる。

### 火力
III号戦車の主砲は形式・時期により異なり、以下のようになる。
- A型からG前期型（1938年12月〜）：37mm 46口径砲
- G後期型からJ前期型（1940年7月〜）：50mm 42口径砲
- J後期型からM型（1941年12月〜）：50mm 60口径砲
- N型（1942年6月〜）：75mm 24口径砲

ただ、37mm砲搭載については批判されることがあるが、捉え方によって評価も変わってくる。
まず、当時のドイツ軍所有の戦車で考えた場合、37mm砲搭載型でもII号戦車と比べれば対戦車能力は向上しているため、一概に火力不足とは言い切れず、大戦初期に主力扱いされていたチェコスロバキア製の35(t)と38(t)の主砲は37mm砲であり、保有する戦車に比べ火力が不足していたわけではなく、実際、37mm砲搭載型のE型でも、配備時点では充分な対戦車能力を持っていたと言える。
しかしながら、これら（II号戦車、35(t)、38(t)）はジャンル的には10トン級の軽戦車であり、（20トン級）中戦車である本車を同等に比較することには無理があるとも言える。スペイン内戦で使用されたT-26軽戦車の45mm砲は例外だが、ポーランドの7TP軽戦車（T-26、７TP共にヴィッカース 6トン戦車のライセンス生産の10トン級）や日本の九五式軽戦車（7トン）も37mm砲を有している。この時点において軽戦車は明らかに火力が防御力を上回っていた状態であり、防御においては小火器を辛うじて防御する状態であった。このことが、軽戦車が火力の強化によって戦場から駆逐された理由でもあった。むしろ、II号戦車は軽戦車のジャンルにおいて攻撃力が低い戦車だったと言える。
結論として、37mm砲の搭載は、II号戦車と比べれば火力強化という結果になったが、中戦車のジャンルとして見た場合、低火力であった。
ただし、37mm砲搭載にも理由がある。
もともと、戦車部隊の関係者は将来の戦闘や（設計時から見て）対戦車能力が高い50mm砲を初期型から搭載することを主張していたが、補給部門は共通化の観点から歩兵が装備していた37mm対戦車砲を搭載することを主張しており、妥協案として初期型では37mm砲を搭載するが後から50mm砲が搭載できるように設計することで決着がついた。
この時50mm砲を搭載しなかったことへの批判も少なからず存在するが、その時点では50mm砲はそのものが開発完了していなかったため、物理的に50mm砲が装備できず、さらに完成を待つだけの時間がなかったことや37mm対戦車砲が（設計時点では）ドイツ軍としては最新の対戦車砲であり、本車が設計ないし完成した時点では、充分な威力があると考えている者も多く、実際、当時想定される敵に対しては有効な対戦車能力を持っていたとも言え、補給部門の主張も根拠がないわけではなかった。
その後、T-34が登場するとドイツ軍は「T-34ショック」に見舞われ、最新だった37mm対戦車砲は敵をして「ドア・ノッカー」（装甲を貫徹できず、ノック音を響かせるのみであるため）とあだ名されるまでに陥った。もちろんこれは本車にとっても例外ではなく、満を持して50mm砲が搭載されることとなった。だが、戦争中盤には50mm砲であったとしても、敵戦車に対して不利な場面が多かった。3人乗り砲塔により主砲の発射速度が高いため、火力の不利を補っていた（例えばT-34の76.2mm砲が1発撃つ間に、III号戦車の50mm砲は3発撃つことができた）が、効果は限定的で、特に短砲身（42口径）型は敵戦車と戦闘する場合、苦戦することとなった。
ただし、50mm 60口径砲(5 cm KwK 39)は50mm対戦車砲（5 cm PaK 38）と共通の弾薬で42口径砲よりも装薬量を増しており、ソ連戦車に対しては荷が重かったが、イギリス戦車に対しては有効であり、ここに至ってやっと戦車らしい働きをすることが出来た。しかし世界的な趨勢からみれば、主力戦車としての役目を終えつつあった。
そのため、75mm 48口径砲の搭載が可能なIV号戦車へと主力の座を譲り、それに伴って余剰となった75mm 24口径砲を搭載することで火力支援任務への転用が可能ではないかと言われるようになった。これを受けて同砲の搭載が検討され試験を受け、結果、搭載は可能であるとされたため、最終型として主砲以外はL型やM型と変わらない75mm 24口径砲搭載のN型が製造され、火力支援へと回されていくことになった。
その頃には75mm 24口径砲は初速の遅さゆえに徹甲弾を用いての対戦車戦闘で通用するものではなくなっていたが、成形炸薬弾を用いれば50mm 60口径砲よりも優れた貫徹能力があり、一応対戦車戦闘は可能であった。ただし24口径という性質上、初速の遅さによる捕捉率は当然問題となっているし、そもそもN型は積極的に対戦車運用を行う設計思想ではない。

### 防御力
戦車の性能について火力の重要性は当然であるが、装甲についても無視することはできない。そして装甲は車重と関係し車重は発動機（エンジン）出力と関係する。発動機の出力不足はナチス・ドイツ軍の重戦車の弱点となったがそれは急激な重装甲化が原因であった。その遍歴はこの戦車でも見ることができる。
当戦車も当時のドイツ戦車と同じように入念な試作が行われたが、開戦当時、ナチス・ドイツ軍は戦車の数量が少ない状態であり本車の試作品も作戦に投入されたが、曲がりなりにも当時最新型であるにもかかわらず、試作戦車の多くが失われた。構造的に中戦車としての性能が求められていたにもかかわらずE型の量産に至るまでの試作戦車は軽戦車レベルの装甲しか施されていなかったことが原因である。
E型で正式採用されると、その後の量産の過程において様々な装甲の増加が試みられた。
1943年頃から、砲塔周囲と車体側面に、対戦車銃対策として、シュルツェンという5-8 mm厚の薄い軟鋼板が追加され、これは装甲厚の薄い車体下部側面を覆ったことから、サイドスカートの役割も果たした。第一次世界大戦～戦間期の戦車における、履帯側面の転輪やサスペンションを覆い防護する装甲板（懸架框、けんかきょう）の復活と言えないこともない。
車体前面の装甲厚の変遷
- A/B/C/D型 - 14.5 mm（1枚板）
- E/F/G型 - 30 mm（1枚板）
- H型 - 60 mm（30 mm + 増加装甲30 mmの2枚重ね）
- J型 - 50 mm（1枚板。厚さは減ったが、1枚板の方が2枚重ねより、強度が高い）
- L/M/N型 - 70 mm（50 mm + 増加装甲20 mmの2枚重ね）

## 歴史

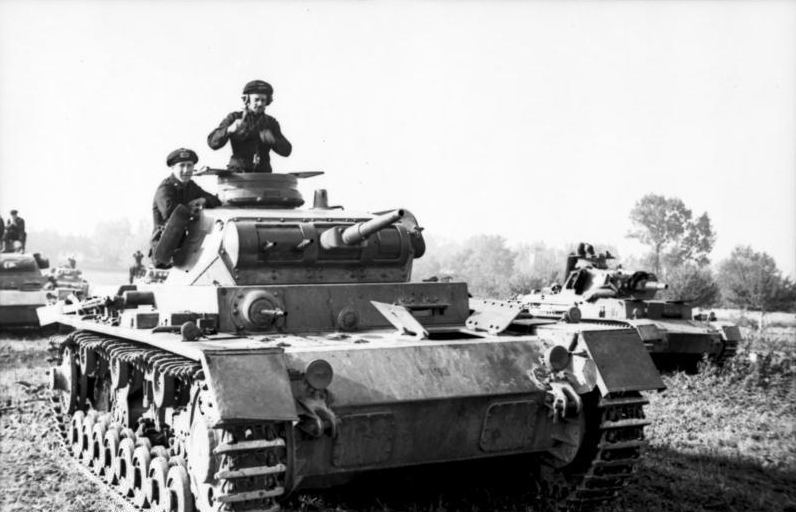
1939年、ポーランド侵攻でのIII号戦車。8つの転輪が見られる

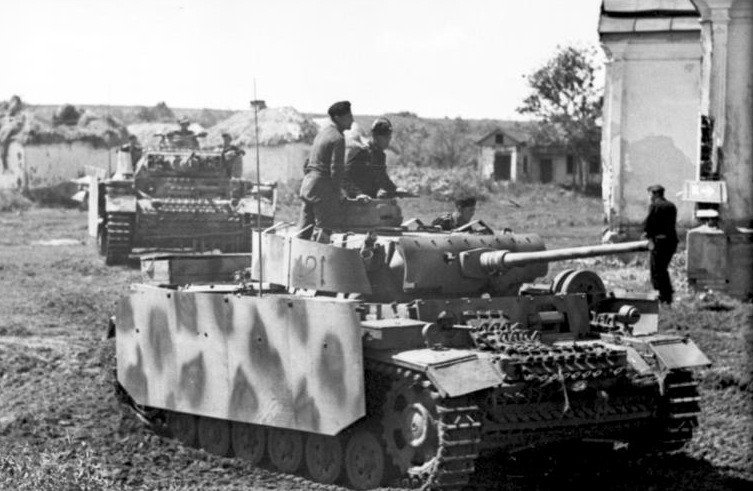
東部戦線でのIII号戦車（1943）：追加装甲（シェルツェン）や予備履帯で防御力不足を補っている

ドイツ装甲師団の中核戦力として構想された戦車であったが、結果的に見れば、第二次世界大戦初期から苦難の日々を歩むこととなった。軍の要求する速度を実現するため様々なサスペンション方式を検討することとなり、初期には生産が遅々として進まず、第二次世界大戦の開戦時は必要数が揃わなかった。それでも、III号戦車は開戦時におけるドイツ軍戦車部隊の主力として扱われていたが、事実上の主力はII号戦車やチェコスロバキア製のLT-35とLT-38であった。
対フランス戦が始まるころには数も増え、北アフリカ戦、独ソ戦の頃には名実ともに戦車部隊の主力戦車となった。しかし、フランス戦での戦闘にて重装甲のイギリス軍歩兵戦車（マチルダII歩兵戦車は30トン級の装甲）を撃破することができず、敵の対戦車砲で容易に破壊されるなどの問題を指摘されていた。
独ソ戦が始まると、37mm砲搭載型のIII号はソ連赤軍のT-34（30トン級）やKV-1（40トン級）に対してまったく無力であることが明らかになった。そのため、50mm砲搭載型が戦場に投入されたが、対ソ戦には50mm砲搭載型でも非力な面が目立った。
北アフリカ戦線ではクルセーダー巡航戦車のような装甲の薄い戦車が多数をしめているイギリス戦車側の事情から有利な撃破が可能であり、特にJ型以降の型であれば充分な対戦車能力を発揮していた。だが、北アフリカにアメリカのレンドリース・参戦によってM3グラント（25トン級）、M4シャーマン（30トン級）が登場すると厳しい戦いを強いられるようになった。
本車の戦闘能力が、戦況が要求する水準に達した時期が短かったため、対戦車能力は不十分とされることが多かった。また、長砲身の75mm砲を載せるには砲塔ターレットリングの直径が小さく不可能だったため、改良も限界に達した。大戦中期には、IV号戦車に主力戦車の座を譲り、続くV号戦車パンターの実用化と共に生産は終了した。III号戦車はのちのナチス・ドイツの重戦車・主力戦車の基礎になったことからも、後の戦車開発技術に与えた影響は大きかったが、一方で基本設計時点での軽さ（基礎は15トン級）による発展性の制限により、生産と改良が実戦で要求された水準におよばなかったことから、主力戦車としては短命であった。
時間的に余裕のある時期に入念に作られたサスペンションは、後に用いられるような複雑な物ではなく、重量とのバランスが優れており、車台はアルケット社で生産される突撃砲（後にIII号突撃砲と呼称）に転用され、敗戦直前まで生産が続けられた。その結果、突撃砲は製造数においてナチス・ドイツの装甲戦闘車両としては最多となっている。

## 形式

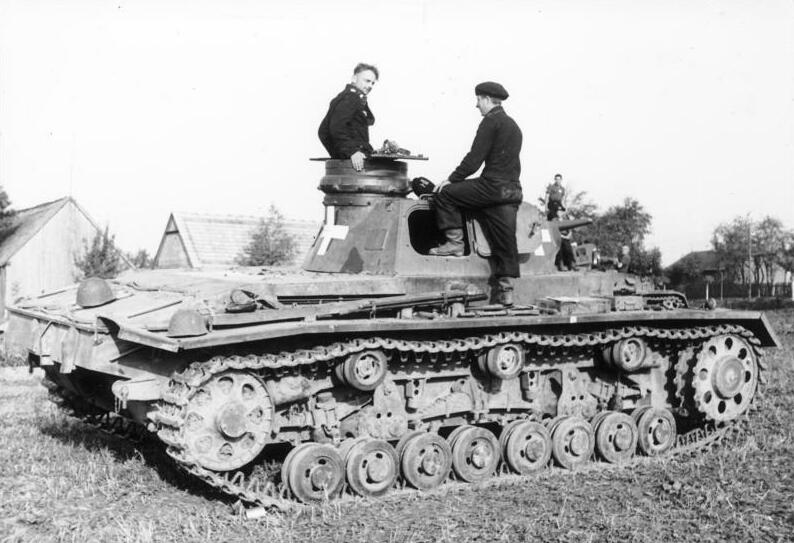
ポーランド戦時のIII号D型。後の型とは全く異なり、8個の小転輪を前後2および中央部用の4に分割し、前後ボギー、中央ダブル・ボギーと3つのリーフスプリングが確認できる

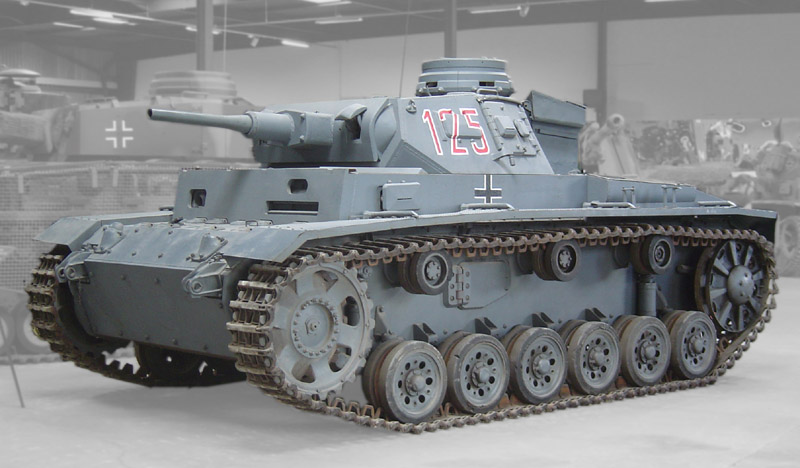
ソミュール戦車博物館のIII号H型。

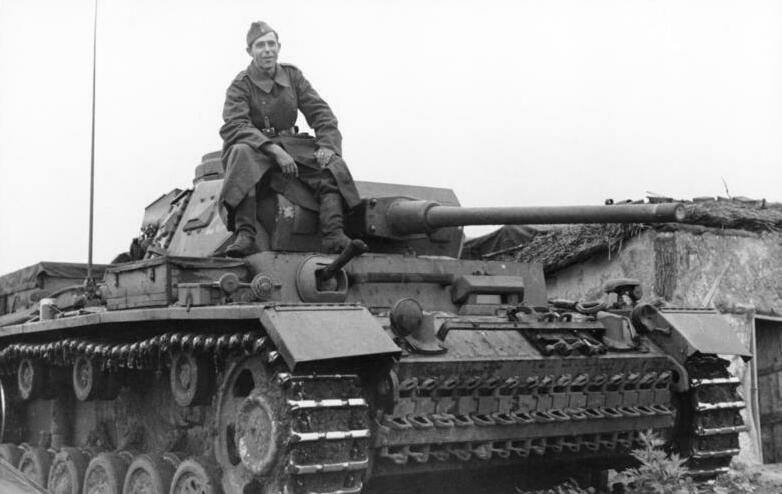
III号戦車J型（1942年）

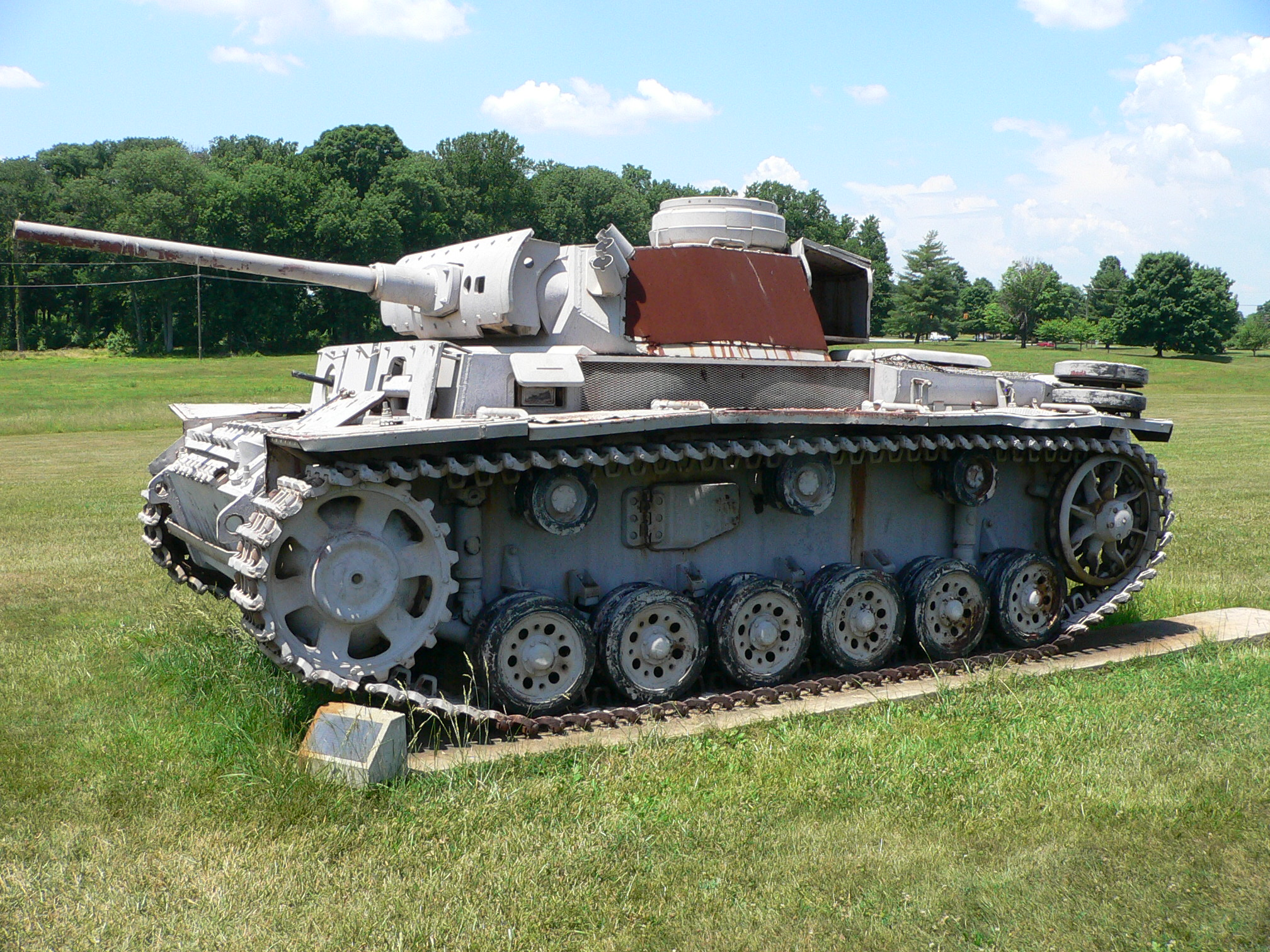
アメリカ陸軍兵器博物館のIII号戦車L型

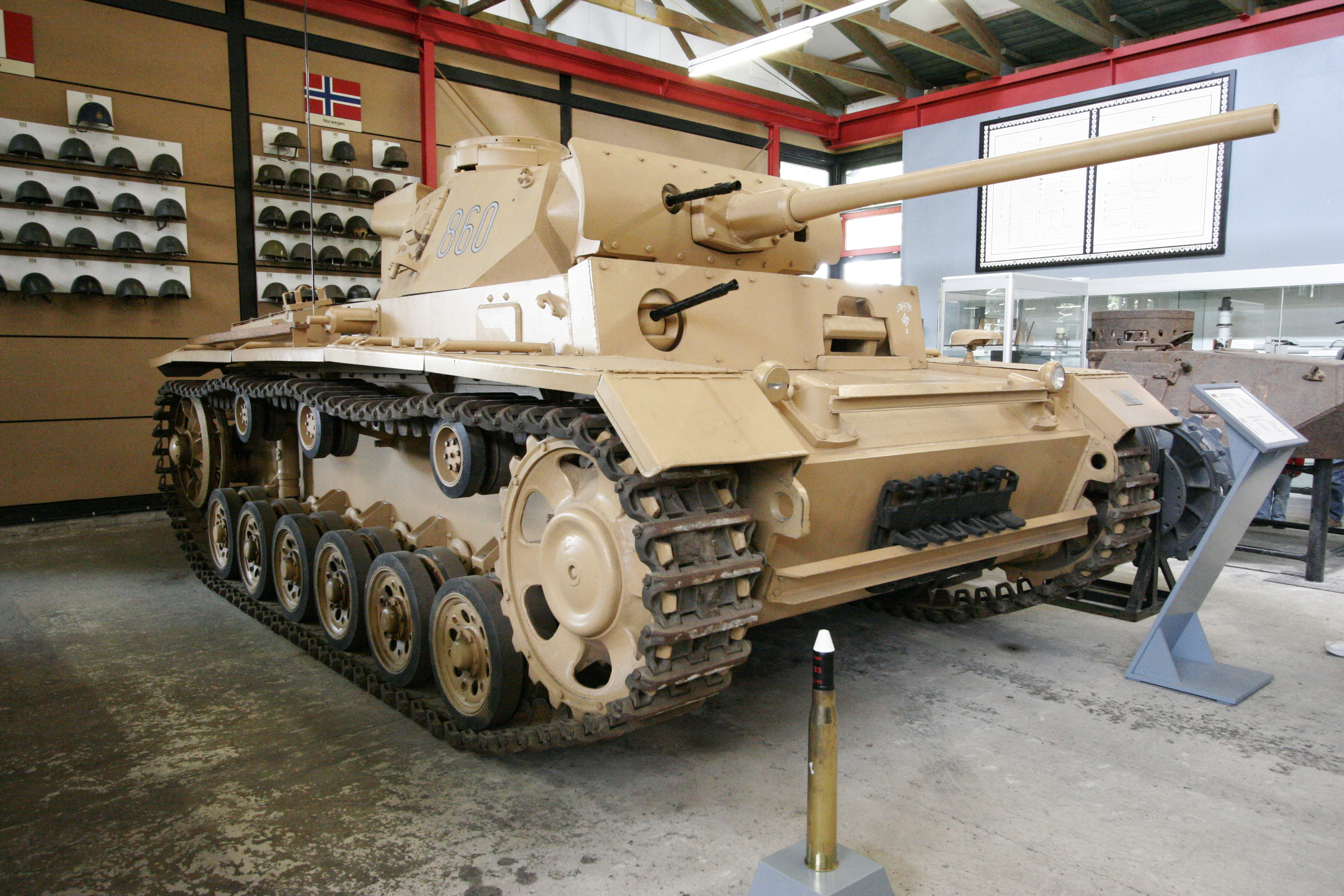
ムンスター戦車博物館のIII号戦車M型

III号戦車A型
Panzerkampfwagen III Ausf A, Sd.Kfz.141
A型のサスペンションは、以後の型に比べ大型な片側5つの転輪を、コイルスプリングで独立懸架するクリスティー式に近い独自の構造を持つ。しかし車台高のあるクリスティー戦車やBT系、コイルスプリングを斜めに配置しサスペンションのストローク長を稼いでいたT-34や英国製巡航戦車と異なり、低めの車台に垂直に配置されたスプリングのストローク長が短くすぐに底突きした他、そもそも乗り心地が悪かった。また最高速度40km/hを目指していながら、実際は32km/hに留まっている（B型以降は同型機関にもかかわらず35km/h）。装甲厚は小銃弾や弾片防御レベルで、最大でも14.5mmにすぎなかった。III号戦車最初の生産型とはいえ、まだ増加試作型の域を出ず、1937年に10両が生産されたに過ぎない。
A型は対ポーランド戦には使われたものの、能力不足を理由に1940年2月には実戦部隊から引き上げられた。
車体前部右側のMG34 7.92 mm機関銃1挺（全型）とは別に、砲塔の正面右側に、主砲とは独立した、連装のMG34 7.92 mm機関銃（A型～F型まで。G型以降は同軸機銃1挺になる）を装備。砲塔前面連装機銃は75発入りサドルドラムマガジン（ドッペル・トロンメル）を使用。サドルドラムマガジンが互いに干渉しないよう、２挺の機銃は前後にずらされていた。
III号戦車B型、C型、D型
Panzerkampfwagen III Ausf B, C, D, Sd.Kfz.141

初期生産型。1937年 - 38年にかけ、B、C型が各15両、D型が30両生産された。A型で用いられたサスペンションはストロークが不足しており実用に耐えないと判断され、B型からは片側8個の小型の転輪をリーフスプリングで懸架する方式に改められた。ただしこれも能力的には不満足で、B型からD型にかけ、リーフスプリングの配置、向きなど、小刻みに改良が行われた。また、D型では変速機、起動輪、誘導輪、キューポラも新型のものに改められた。
B～D型もA型同様、ポーランド戦後実戦部隊の装備から外されたが、実際には戦車不足のため少数のD型はなお数ヶ月間使用された。
側面はサスペンションのための構造で埋められており、操縦手・無線手の脱出用扉は設けられていない。

III号戦車E型、F型
Panzerkampfwagen III Ausf E, F, Sd.Kfz.141
1938年12月 - 1940年7月に作られた量産型。15トン級の戦車に十分な機動性を持たせるための適切な足回りが得られず試行錯誤続きであったIII号戦車だが、E型に至って、スウェーデンのランツヴェルク軽戦車に倣ったトーションバー・サスペンションを採用、これで片側6個の転輪を懸架する方式に改められた。また車体側面に操縦手・通信手用の脱出ハッチが設けられた。
性能は十分と評価され、これが以後のIII号戦車共通のスタイルになった。主砲はそれまでの型と同様、歩兵の対戦車砲と共通の3.7cm砲を装備し、開発中の5cm砲への換装も考慮されていた。また、基本装甲はD型までの14.5mmから、30mmへと倍増、これによって重量は19.5トンに増加した。E型が96両、ほぼ同型のF型が435両生産された。
III号戦車E/F/G型は、元々、高速戦車として開発され、湿式履帯の導入には失敗したものの、高速仕様の10速変速機「マイバッハ社製 SGR 328 145 Variorex」を搭載しており、ソ連が不可侵条約中に購入したIII号戦車が、試験で最高速度69.7 km/hを記録してしまい、「III号戦車は快速戦車」だと誤解されてしまったという逸話があるという。ただし、こうした高速を出すと、変速機が壊れるので、実用性は無く、上限40 km/hでの運転制限がされていたとされる。H型からは、信頼性の高い6速変速機「ZF社製 SSG 77」に変更されており、こうした高速は機構的に出せなくなっている。

III号戦車G型
Panzerkampfwagen III Ausf G, Sd.Kfz.141
E型、F型同様、当初は3.7 cm砲搭載型として生産が開始されたが、ポーランドおよびフランス戦での戦訓から火力強化が求められ、1940年7月以降は5 cm KwK 38 L/42を装備したものが生産された。1940年4月 - 1941年2月に600両が生産された。
III号戦車H型
Panzerkampfwagen III Ausf H, Sd.Kfz.141
当初から5cm砲を搭載した最初の型で、後面が一枚板となった新型砲塔を採用、装甲も強化した。ただし、基本装甲そのものの増厚は生産ラインの変更が間に合わず、30mmの基本装甲に30mmの増加装甲を装着する形となった。装甲強化は、G型以前の生産型にも遡って行われた。
H型は1940年10月 - 1941年4月の間に308両が生産された。
III号戦車J型

Panzerkampfwagen III Ausf J, Sd.Kfz.141, Sd.Kfz.141/1
基本装甲厚が車体前面で50mmまで強化された新型車体を持つ。III号戦車の5cm戦車砲は60口径の対戦車砲である5 cm PaK 38が元になっているが、当初車体前端からはみ出さない砲身長が要求され、対戦車砲型より貫通力の劣る42口径の5 cm KwK 38が搭載されてきた。しかし、1941年4月の誕生祝賀パレードでIII号戦車を見たヒトラーは、それ以前から長砲身砲の搭載を強く要求していたにも関わらず実行されていない事に憤慨、これにより、J型の主砲は1941年12月以降の生産分から、より強力な5 cm KwK 39 L/60に変更された。
J型は1941年3月 - 1942年7月に 2,616両が作られたが、その内訳は短砲身型1,549両、長砲身型1,067両である。

III号戦車K型
Panzerkampfwagen III Ausf K
計画車輛。1941年12月15日、クルップ社に対し III号戦車J型の車体に43口径7.5cm戦車砲KwK40を搭載するIV号戦車F2型の砲塔を搭載するよう要請があった。12月27日に改良計画の準備が整ったが、翌年1月15日には大型化した砲塔の重量や大きくなった射撃時の反動による負荷が大きくなり、前方寄りのサスペンションや車台を強化・改修する必要がある事が判明した。総統アドルフ・ヒトラーはこの報告を聞き、製造ラインを改めるのに生産が一時停止する事や、長砲身7.5cm砲の搭載はIV号戦車に任せた方が合理的と判断し、1942年3月に計画中止を命じた。その後、K型の型式名と設計は、III号戦車M型の車体をベースに、60口径5cm戦車砲KwK39を搭載したIV号戦車G型用の砲塔を搭載し、複数の無線機を装備した指揮戦車に引き継がれた。

III号戦車L型

Panzerkampfwagen III Ausf L, Sd.Kfz.141/1
砲塔前面装甲を強化したもの。J型後期からの操縦室前面と防盾の中空装甲が標準装備となる。なお後に、5 cm KwK 39 L/60搭載のJ型（L/42砲からの改修型含む）もL型に呼称を変更する通達が出されている。
1942年6月から12月に653両が生産された。

III号戦車M型

Panzerkampfwagen III Ausf M, Sd.Kfz.141/1
L型をベースに徒渉能力を高めたもの。エンジンルーム左右の吸気口、後部オーバーハング下の排気口にそれぞれ水密ハッチが付き、エンジンマフラーは防水弁付きの新型が高い位置に設けられた。突き出たエンジンマフラーのぶん、L型とは車体全長が異なる。またシュルツェンを装着すると使えなくなる車体下部側面の操縦手・無線手の脱出用扉は廃止されている。
当初1,000両が発注されたが、すでに戦車としての威力不足は明らかになっており、V号戦車パンターの生産に集中するなどの方針転換などから、発注数の削減、既生産車体の自走砲・火焔放射戦車・N型への転用が行われ、その結果、M型として完成したのは1942年10月 - 1943年2月間、250両にとどまった。
M型は前線部隊の補充用に用いられた。

III号戦車N型
Panzerkampfwagen III Ausf N, Sd.Kfz.141/2
L型、M型をベースに7.5 cm KwK 37 L/24を装備したもの。1942年6月 - 1943年8月に生産された。IV号戦車が長砲身75mm砲を装備したため余剰となった短砲身の75mm砲を搭載し、これに代わって火力支援用戦車となったものである。成形炸薬弾を用いても対戦車戦闘能力は限られたものであったが、前線部隊には好評であった。戦闘室前面の中空装甲は装備されているが、砲塔防盾の中空装甲は未装備、またはその取り付け架のみ装備の車両が多い。
ティーガーIを装備する初期の独立重戦車大隊にも、重戦車の不足を補うために軽小隊に配備された。これらの大隊はティーガーI20両とIII号N型25両で編成されていた。しかしティーガーIと比べ防御力に劣る本型に対戦車砲火が集中、損害が多くなり、重戦車大隊の装備からは外されていった。
生産はJ、L、M型と併行して行われたため、これに合わせ車台は3種類ある。新造されたものは663両で、J型車体3両、L型車体447両、M型車台213両であった。このほか1944年までに修理のため後送されてきた37両がN型に改修された。

## 派生型

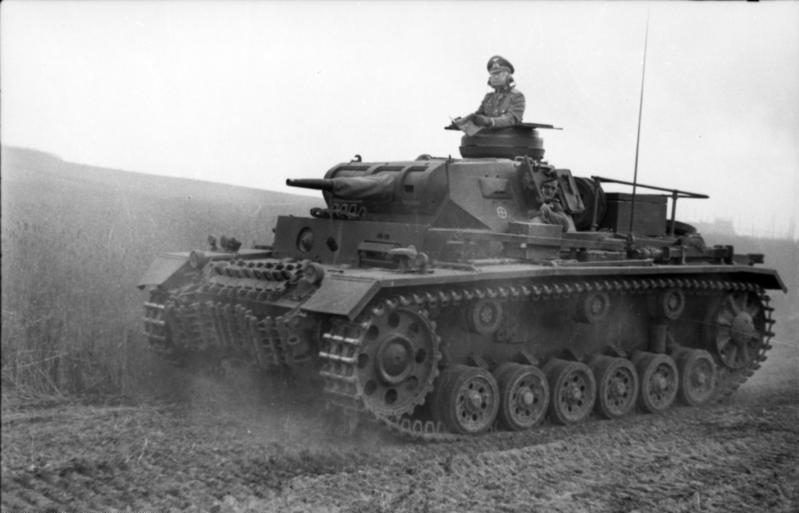
指揮戦車H型

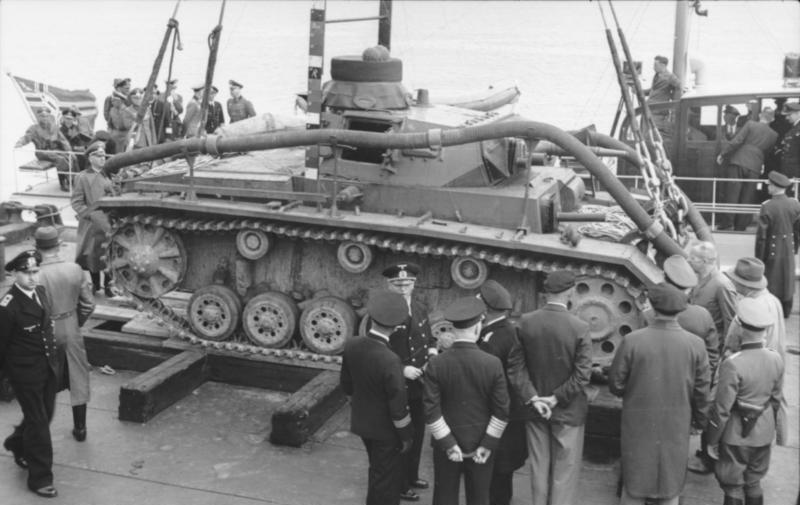
III号潜水戦車

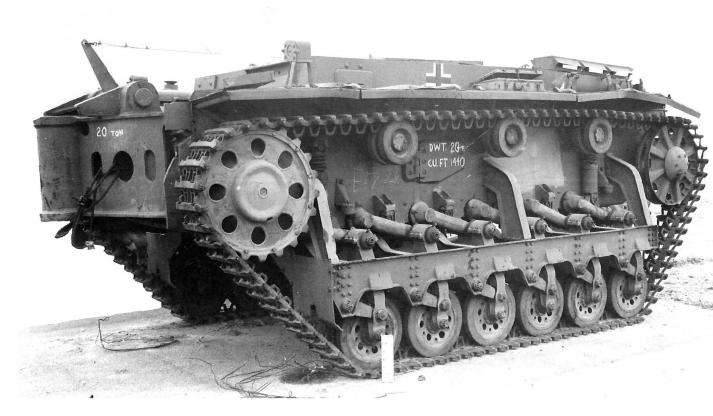
Minenraumer-Panzer lll(Prototype) 1941

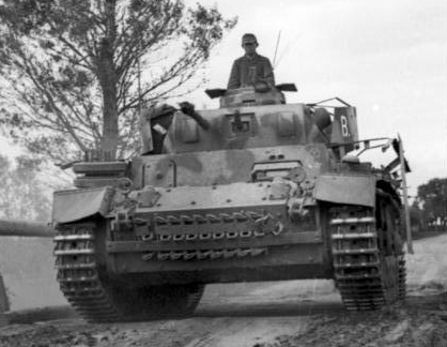
III号砲兵観測戦車

指揮戦車D1～H型

Panzerbefehlswagen, Sd.Kfz.266-268
戦車部隊の戦術統制指揮に用いるため、大型の無線機を搭載する車輛としてIII号戦車がベース車体として選ばれ、1938年6月から1939年3月にかけ、まずD型をベースとした指揮戦車D1型が30輛生産された。
欺瞞のため、指揮戦車は極力、通常の戦車型と似せてあったが、主砲はダミーで、砲塔は戦車型よりわずかに前寄りに固定されており、車体後部機関室上にはフレームアンテナを備えていた。砲塔上面の小ハッチを通し大型のアンテナマストを立てることも可能であった。さらに1939年7月から1940年2月にかけてE型ベースの指揮戦車E型が45輛、1940年11月から1942年1月にかけてH型（最後期はJ型）ベースの指揮戦車H型175輛が生産された。これら指揮戦車は、戦車部隊の大隊以上の本部車輛として用いられた。
指揮戦車K型
Panzerbefehlswagen mit 5 cm KwK 39/2 L/60（Panzerbefehlswagen Ausf K）
指揮戦車D1～H型に続く指揮戦車第4シリーズのK型は、それまでの指揮戦車と違い、戦車型同様の主砲（60口径5cm戦車砲KwK39/2。KwK39/2はKwK39の改良型で、60口径5cm対戦車砲PaK38の弾薬も使用可能になった）を中央よりやや左寄りに備えていた。基本車体にはM型が用いられたが、指揮戦車としての車内容積を稼ぎつつ主砲を装備するため、砲塔は一回り大きいIV号戦車と略同形のものが用いられていた。
当初、200輛の生産が予定されていたが、指揮戦車H型の追加発注や、通常の戦車型から改装した簡易型指揮戦車の登場で、結局、1942年12月から1943年2月にかけて50輛が生産されたに留まった。
42口径5cm戦車砲付き指揮戦車
Panzerbefehlswagen mit 5 cm KwK 39 L/42, Sd.Kfz.141
機銃までの武装しか持たない指揮戦車D1～H型に対して、前線部隊はより強力な武装を要求しており、これに応え、通常の戦車型に長距離無線機を増設した、いわば簡易型の指揮戦車が開発された。大掛かりな改造を施した専用指揮戦車に比べ生産も容易であったために、1943年以降、指揮車両はすべて通常型からの改装で賄うこととなった。無線機の増設のため、車体銃は廃止されるとともに搭載弾薬は削減された。
42口径5cm戦車砲付き指揮戦車は、III号戦車J型をベースとして、1942年8月から1943年9月までに185輛が作られた。
III号潜水戦車

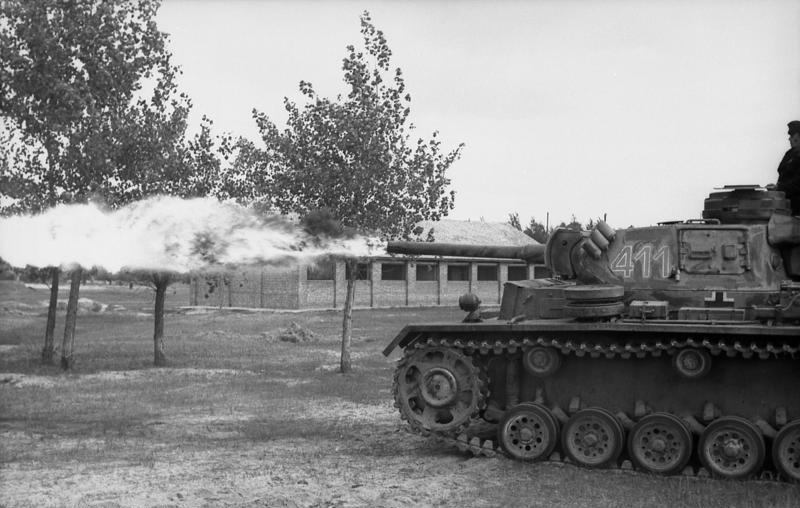
戦場での火炎放射戦車

Panzerkampfwagen III als Tauchpanzer
F型、G型、H型を元に潜水可能に改修された戦車。もともとはイギリス侵攻「アシカ作戦」用に開発されたもので、車体各部に水密処理を施し、水面上の無線アンテナ付きブイとの間をパイプで結び、水深15メートルまでの水底で行動可能であった。
アシカ作戦の中止により、これら潜水戦車は、シュノーケルを固定式のパイプに改めるなど河川用に再改装され、バルバロッサ作戦初期に用いられた。

Ⅲ号地雷処理戦車（MinenräumpanzerIII）

ドイツ軍はⅢ号戦車E/F/G型(ただし起動輪の軽量穴が丸ではなく卵型であることから起動輪のみⅢ号戦車B/C/D型から流用)をベースとした地雷処理戦車の開発に取り掛かった。車体前面に巨大な鉄製ローラーを取り付け、また地雷の爆風からの被害を軽減する目的で車高を上げ、各転輪にも爆風からのダメージを軽減するための補強アダプターが取り付けられ、1941年に試作車が1両のみ完成。車体上下の装甲厚15mm, その他はⅢ号戦車E/F/G型と同じ装甲厚だが砲塔がオミットされている。武装は自衛用MG34一丁のみ。戦後米軍が放置されていた本車に興味を持ち試験のため米国に輸送、M4シャーマン地雷処理戦車の開発に繋がった。その後スクラップにされたか、もしくは別の車両として再利用されたかは不明。
III号火焔放射戦車（III号戦車（火焔型））
Panzerkampfwagen III (Fl), Sd.Kfz.141/3
M型をベースに作られた火炎放射戦車。普通の戦車に見せかけた砲身は鉄パイプ製ダミーで、火炎はこれを通して放出される。
スターリングラード戦での戦訓から近距離戦闘での支援用に企画されたが、スターリングラード戦には間に合わず、実戦投入はその後からとなった。搭載された火焔放射器は、55～60m(資料によっては100m)の飛距離を持っていた。
ヴェグマン社において、MIAG社製III号戦車M型を元に1943年2月から4月にかけて100輛が生産された。

III号観測戦車（砲兵用観測戦車（III号戦車））

Artillerie-Panzerbeobachtungswagen (Panzerkampfwagen III), Sd.Kfz.143
自走榴弾砲、フンメル、ヴェスペ部隊に随伴する装甲観測用車輛として、1943年2月から1944年4月にかけ、262輛が作られた。
ベースには、すでに旧式化していたIII号戦車E型～H型が利用された。主砲は除かれ、砲塔前面中央には自衛用の機銃架が装着され、防盾右側に、欺瞞用のダミー主砲が取り付けられた。砲塔上面には、観測用の引込式大型ペリスコープが取り付けられ、また車体各部には30mmの増加装甲が施された。

III号回収戦車
Bergepanzer III
修理のため後送されたIII号戦車をもとに、1944年3月から12月にかけ、150輛が改装された。
開発・試作段階では、大型大重量の車輌の回収作業には移動時には1軸2輪のトレーラーとして牽引する大型の錨(Panzerbergeanker als Anhänger (1 achs.) (Sd.Ah.40)を使用する方式（これを地面に喰い込ませて牽引力を増加させる）としていたが、Sd.Ah.40は実戦配備数が限られていたため、量産車ではほとんど装備されなかった。
III号突撃砲
75mm砲を装備した自走砲。当初の制式名称は単に「突撃砲」だが、後にIV号戦車ベースの同種の車両が作られたことにより、III号突撃砲と呼ばれるようになった。元々歩兵支援用に作られ、初期は24口径7.5cm砲を搭載したが、後期には長砲身（43口径および48口径）化され、対戦車戦闘に主用されるようになった。
終戦までに派生型などを含め、大戦中のドイツ製装甲戦闘車両中で最多の約10,500両が生産された。
10.5cm突撃榴弾砲42
III号突撃砲と同一の車体に、10.5cm leFH 18の車載型、10.5cm StuH 42を搭載したもの。量産型は当初F/8型シャーシ、後にG型シャーシを用いて製作され、終戦まで1,212両が完成した。
33B突撃歩兵砲
III号突撃砲の車台に密閉式の箱型戦闘室を搭載し15cm sIG33を搭載したもの。既存のIII号突撃砲E型車体（III号戦車H型相当）を改修し24両が生産された。
2cm Flakvierling38搭載III号対空戦車
Flakpanzer III
III号戦車の車体にヴィルベルヴィントの砲塔を搭載した対空戦車。ヴィルベルヴィントの20mm機関砲を30mm機関砲に換えた火力強化型である45式対空駆逐車が量産されれば製造される予定であった。実際には45式対空駆逐車は試作1両のみにとどまりヴィルベルヴィントの生産が続行されたためIII号戦車を対空戦車に流用する案は実現せず1両も製造されていない。
なお、この車両の名称については資料が無く当時いかなる呼び方をしていたのかは不明であり、III号対空戦車という名称はヴィルベルヴィントやオストヴィント(いずれも正式にIV号対空戦車である)から類推し便宜的に用いる仮称である。
3.7 cm Flak 43搭載III号対空戦車
Flakpanzer III（3.7cm Flak43 auf Fahrgestell Pz.Kpfw.III Ausf.M Versuchsaufbau）
III号戦車の車体（正確には、III号戦車の生産が終了していたため、それぞれ前線から戻ってきた、III号突撃砲の車体下部と、III号戦車の砲塔リングを含む車体上部を、組み合わせた再生車体）にオストヴィントの砲塔を搭載した対空戦車。1944年11月に突撃砲旅団用の対空車両開発の要求により計90両の生産が計画され、翌1945年3月に、18基のオストヴィント砲塔が工場に引き渡され、III号戦車の車体に搭載されたが、完成数は不明。
完成車両は、第244突撃砲旅団に2両、第341突撃砲旅団に3両、第667突撃砲旅団に4両が配備され、内数両が実戦に参加した。
III号戦車 鋼製転輪仕様
中期～末期（1943年以降）のIII号戦車の中には、下部転輪の全てがIV号駆逐戦車やブルムベアの鋼製転輪と同じ物に変更された車両が存在する。

### ソビエト連邦での派生型

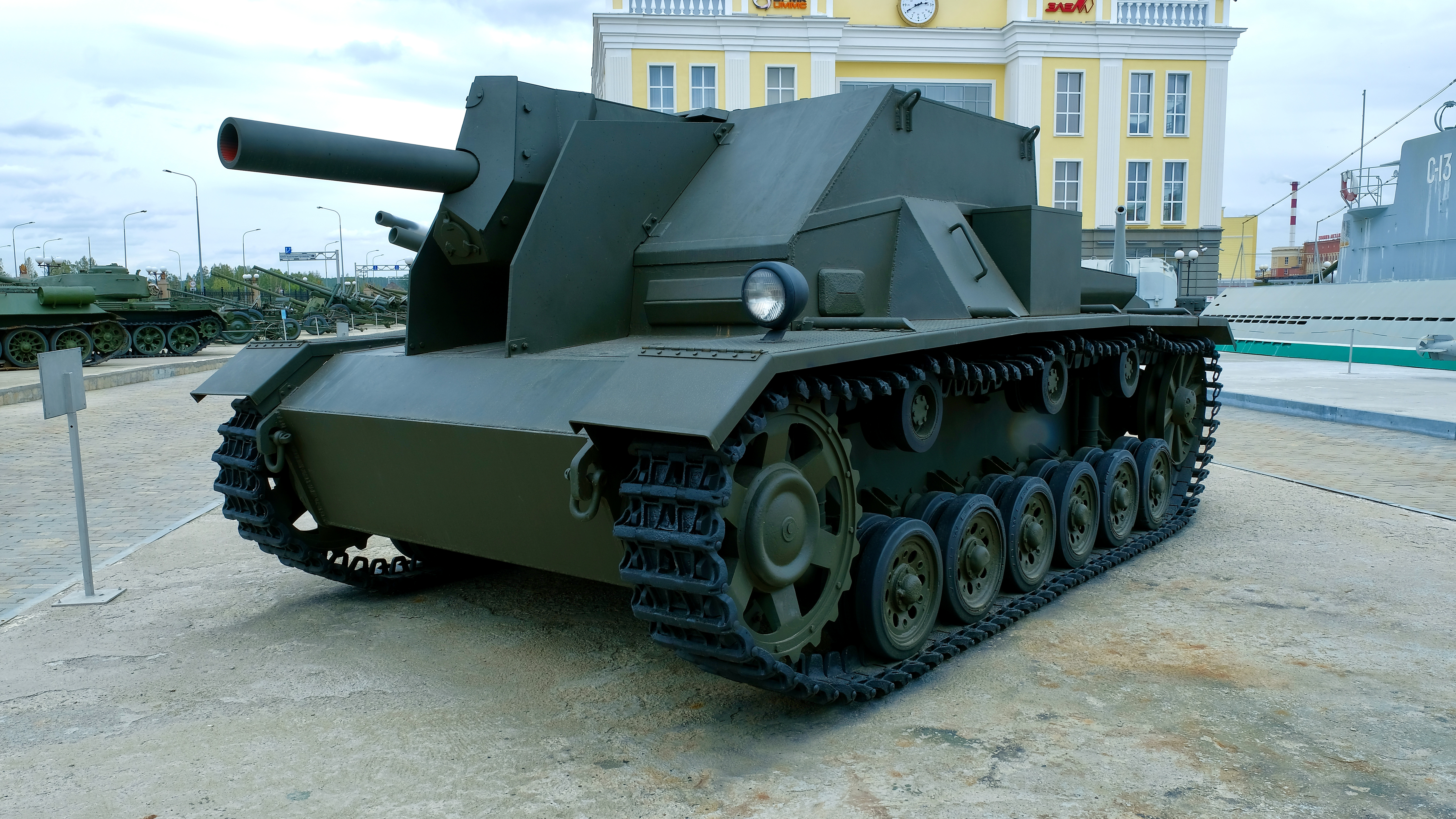
SG-122
ソ連軍が鹵獲したIII号戦車の車体に固定戦闘室を搭載し、M-30 122mm榴弾砲を搭載した自走砲。1942年に少数生産された。
SU-76i
ソ連軍が鹵獲したIII号戦車の車体に固定戦闘室を搭載し、76.2mm S-1戦車砲を搭載した自走砲。1943年に200両程度生産された。